# Vasily Karazin
Vasily Nazarovich Karazin (em russo:  Васи́лий Наза́рович Кара́зин, em ucraniano:  Васи́ль Наза́рович Кара́зiн; Kruchik, 30 de janeiro de 1773 - Mykolaiv, 4 de novembro de 1842) foi uma figura iluminista ucraniana, intelectual, inventor, fundador do Ministério da Educação Nacional no Império Russo e editor científico. Ele é o fundador da Universidade da Carcóvia (agora Universidade Nacional da Carcóvia ).

## Biografia

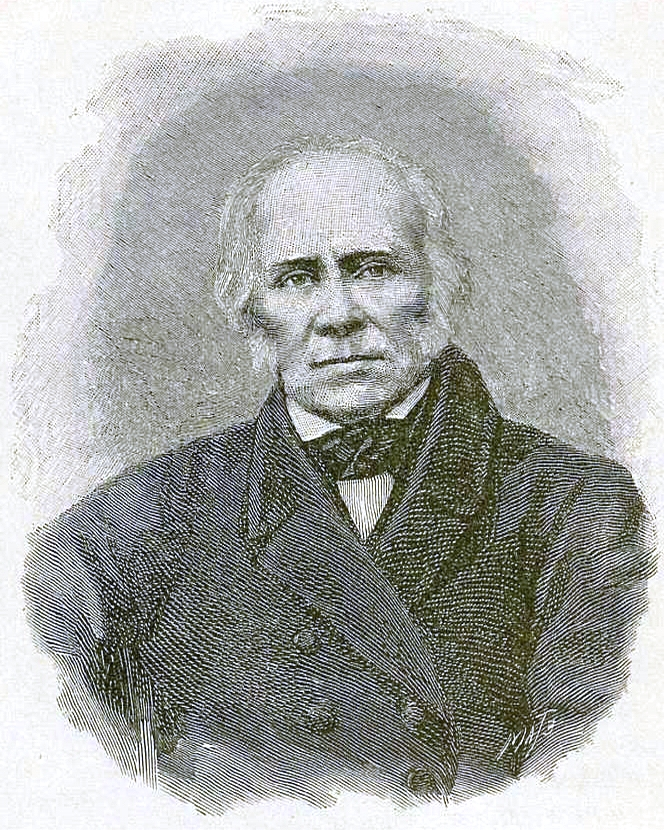
Vasily Karazin

Karazin nasceu na aldeia Kruchik, governo da Carcóvia , Império Russo (agora Bohodukhiv Raion de Oblast de Carcóvia, Ucrânia ), seu pai era Nazary Aleksandrovich Karazin, um russo oficial do Exército Imperial (conhecido por seu envolvimento na rebelião Pârvu Cantacuzino de 1769 na Valáquia) e sua mãe fazia parte da elite cossaca ucraniana. Karazin considerava-se da etnia sérvia, embora sua família paterna originalmente conhecida como Karadji tivesse origem no povo grego .
Vasily Karazin foi educado em escolas de nobreza em Carcóvia e Kremenchuk . Com a idade de dezoito anos, ele partiu para São Petersburgo e passou por treinamento militar no prestigioso Regimento Semyonovsky . Ele também estudou na Escola de Minas, uma das principais instituições educacionais do Império Russo na época. Karazin, no entanto, se opunha a esse ambiente, e muitas vezes reagia contra as maneiras e costumes aceitos pela nobreza dos tempos. Insatisfeito com seu serviço militar, ele voltou para sua aldeia e se casou com uma serva de quatorze anos.
Em 1798, Karazin tentou deixar a Rússia, dada a sua oposição às políticas do imperador russo Paulo I, mas lhe foi negado um passaporte. Depois que ele tentou atravessar a fronteira ilegalmente, ele foi rapidamente preso.

## Carreira
Quando Alexandre I tomou o poder, Karazin começou a peticioná-lo com suas opiniões sobre o desenvolvimento do governo, apontando a necessidade do estado de investir em educação. Em 1802, ele obteve permissão do czar para abrir uma universidade em Carcóvia. Em 1 de setembro daquele ano, durante uma reunião da nobreza de Carcóvia, ele fez um famoso discurso sobre os benefícios de uma universidade, pedindo doações voluntárias. Na falta de financiamento suficiente e material acadêmico, Karazin passou por dificuldades para alcançar suas prioridades educacionais. A elite local preferia um colégio militar na cidade.
Em 17 de janeiro de 1805, a Universidade da Carcóvia foi aberta; Karazin não participou da cerimônia de abertura, pois nessa época ele havia perdido sua posição no Ministério da Educação. De acordo com Alexander Herzen, "as ideias colossais de Karazin foram redimensionadas para uma Hochschule alemã provinciana". Forçado a voltar para sua aldeia, Karazin não desistiu de todos os seus planos e estabeleceu uma escola para crianças locais. Em novembro de 1808, Karazin escreveu uma carta ao imperador intitulada Sobre a não intervenção nos assuntos europeus, pela qual ele foi preso pela segunda vez.
Karazin continuou seu trabalho acadêmico. Ele era um membro de 7 academias, publicou mais de 60 artigos em diferentes campos da ciência, principalmente agricultura, farmacologia, química e física . Como exemplo do seu espírito inovador, em 1810, na sua aldeia, abriu a primeira estação meteorológica da Ucrânia.
Karazin repetidamente criticou o que ele via como a resistência de Alexandre I ao autogoverno e à educação nacional no Império Russo. Karazin foi o pai fundador do Ministério da Educação Nacional. Seu confronto direto com o Imperador Alexandre I foi tão público que, em 1820-21, Karazin foi aprisionado na fortaleza de Shlisselburg. Depois disso, ele viveu em sua propriedade familiar. Karazin morreu em Mykolaiv.
O pintor e escritor russo Nikolay Karazin era seu neto.